# 馬知節
馬知節（955年—1019年），字子元，開封府浚儀人，北宋名將。諡正惠。

## 生平
祖上本扶風人，自高祖徒雲中，雲中后為遼國所得，又徒浚儀。父馬全義在宋朝建立后，隨太祖平定李筠、李重進之亂，數有戰功，在馬知節七歲時病逝。建隆三年（962年）十二月，太祖召見禁中，有司奏當補殿直，詔特除西頭供奉官，賜名知節，優恤其家。開寶五年（972年），監彭州兵馬。太平興國三年（978年）四月，領兵駐清水，賊人李飛雄乘驛稱詔捕馬知節與內弓箭庫副使、秦隴州巡檢劉文裕，因盜庫兵以反，馬辯李飛雄之詐，與劉文裕執李飛雄而殺之。五年（980）年，監潭州兵馬，改東頭供奉官。
雍熙二年（985年），監博州兵馬，瀛洲兵馬都部署劉廷讓敗于君子館，契丹兵退。馬積蓄糧草、繕城器械如寇至，吏民不悅，后契丹兵果至，不能克城，乃去。四年（987年），改西京作坊副使，知冀州事。端拱元年（988年），移知定遠軍。二年（989年），知深州事。淳化二年（991年），知慶州事，羌萬餘人入寇，誘其渠帥，諭眾以威信，皆引去。四年（993年），遷西京作坊使、知梓州事。五年（994年）正月，李順亂于西川。二月，受命征討，又為先鋒。四月，平劍州。召還，至三泉，復與昭宣使、劍南西川治安使王繼恩共討賊。王怒其抗直，五月，使守彭州，與羸兵三百。賊兵至，號稱十萬，與之力戰一日，殺其卒大半，乘夜出城，引救兵入城。賊兵不能克城而去，除成都府兵馬鈐轄，遷洛苑使，兼蜀漢九州都巡檢使。
真宗即位，改內苑使。蜀卒劉旰聚眾千人為亂，克數州，馬以兵卒三百至蜀州，與戰，劉旰走邛州，招安使上官正召馬至成都府議事，馬以迎弊急擊，殺劉旰，真宗賜書獎諭，賞以錦袍金帶。咸平元年（998年），加澄州刺史、知秦州事。四年（1001年），除西上閤門使、知益州事、兼益州兵馬鈐轄。六年（1003年）四月，改鄜延路駐泊兵馬都部署兼知延州事。十一月，移知鎮州，兼鎮州兵馬都部署。景德元年（1004年），契丹入寇，民入保城，與民相約“盜一錢者死”，盜錢兩百者，既殺之。二年（1005年）正月，知定州，除東上閤門使、樞密院都承旨。三年（1006年）二月，為檢校太保、簽書樞密院事。
大中祥符元年（1008年）九月，為行宮都部署。十月，封禪泰山，詔量罪區斷行在諸色人有犯罪者，情理重者以軍法從事，不須奏聞；所在州縣犯罪人送軍頭司，未得引見，許專殺之權，約束蕃，出入肅然，未嘗輒殺一人。車駕至鄆州，次翔鑾驛，與山門駐扎。邊將言契丹寇邊，大臣皆請發兵以備，馬獨請邊將移書問狀，從之，契丹兵解去，遷檢校太傅。三年（1010年）十二月，祀汾陰，為行宮都部署。四年（1011年）四月，加宣徽北院使。五年（1012年）九月，除樞密副使。當是時，契丹已盟，中國無為，大臣方言祥瑞，馬每不以為然，獨言天下雖安，不可忘戰去兵，真宗多以其言為是。時王欽若為樞密使，知節薄其為人，遇事敢言，不少自屈。每廷議，得其不直，輒面詆之。五年（1012年）閏十月，為橋道頓遞使。七年（1014年）六月，除潁州防禦使、知潞州。天禧元年（1017年）四月，知大名府，兼駐泊兵馬都部署。真宗遣中使勞問，賜白金兩千兩。九月，授宣徽南院使、知樞密院事、檢校太尉。二年（1018年）閏四月，疾病賜告，求去位，真宗不許，數遣中人勞問，幸宅第，賜白金三千兩，而進度實病，不可強與事，罷為彰德軍節度觀察留后，求外任，不許。三年（1019年），又求外任，知貝州兼兵馬都部署。五月，病發，詔使太醫往視，真宗召馬還京師。八月，卒，年六十三。真宗為之震悼，罷朝，贈侍中，謚號正惠，錄其子孫，賜加第。十月，葬於開封府祥符某鄉某里。

## 軼事
他的軍事才能不錯，屢立功勞，例子有：
- 雍熙二年，調任博州。當時遼軍在君子館擊敗宋軍，馬知節預料遼軍會繼續進攻，於是未雨綢繆，「完城繕甲，儲積芻粟」。遼軍到達博州，見宋軍有備而戰，便決定退兵。
- 李順叛亂，奉詔跟王繼恩討賊。王繼恩因為馬知節沒有故意曲附自己，故意派馬知節守彭州，只給他三百名士兵。馬知節多番請求增兵都不成功。後來敵軍十萬人攻城，馬知節苦戰不敵，他認為「死賊手，非壯夫也」，便拚力突圍，接着援兵來到，才奪回城池。
- 劉旰叛亂。馬知節帶着三百名士兵與劉旰在蜀州戰鬥，劉旰走向邛州。馬知節考慮到劉旰到了邛州，便可以乘機休息，到時就算官兵多少，要剷除他們就要下更多功夫，便決意乘他們疲憊時追擊。最後果然成功。

此外，他的管治才能也值得重視：
- 十八歲時，獲任命為彭州兵馬監押，嚴格治理，「眾憚之如老將」。
- 咸平初，知秦州。州內有羌酋支屬二十多人，當了超過二十年人質。馬知節將這些人遣回他們的家鄉，羌人感激，便沒騷擾宋朝邊塞。
- 秦州有銀礦，採發多年，礦產減少，但課額如舊，逼得主吏破產，才能抵償不足的數目。馬知節上奏朝廷，要求免除課額。

在地方上，他擔任過知鎮州、知定州等邊防要務。景德年間，五十多歲的他成為樞密院事。敢言正直的他常常開罪當時得寵的王欽若等人。大中符7年，便因為和王欽若在賞賜邊防功臣上爭執，沒跟從授官的程序，貶為潁州防禦使、知潞州。天禧初，重新成為樞密院事。他要求離職，不久後病逝。

## 家族
- 曾祖：馬□，贈太師
- 祖：馬□，贈太師、中書令
- 父：馬全義，終官龍捷軍左廂都指揮使、江州防禦使、贈鎮國軍節度使、太師、中書令、尚書令
- 妻：丁氏，郡君
- 妻：沈氏，郡夫人
- 子：馬洵美，終官西京作坊使、英州刺史
- 子：馬之美，內殿承制、閤門祗候
- 孫：馬慶宗，右班殿直
- 孫：馬慶崇，文思院使、知恩州事